# Portal de Berga (Santpedor)
El Portal de Berga també anomenat Portal de Cal Patet és una de tres portes conservades de les cinc portes de la ciutat que hi havia a la segona muralla de Santpedor (Bages). Està inclosa a l'Inventari del Patrimoni Arquitectònic de Catalunya.

## Descripció
Portal d'accés a la vila fortificada de Santpedor, obert al sector de tramuntana del qual només se'n conserven les parts inferiors amb la porta adovellada amb grans peces radicals, així com els estretes espitlleres laterals. El parament inferior és força regular, format per carreus de mitjanes proporcions i col·locats afilades. Conforme s'arriba a les dovelles de la clau de l'arc aquest aparell és substituït per un de més modern, segurament del segle xviii, totalment irregular, molt més petit i desordenat. Sobre el portal s'hi ha construït un habitatge que segurament substituí l'habitació anterior a la torreta.

## Història
La vila fortificada de Santpedor té els seus orígens al segle xii, quan l'any 1192 el rei Alfons I dona una carta de franqueses als habitants de la vila que havia nascut a redós de l'església parroquial de Sant Pere d'Or i al sector de la seva sagrera. Al segle xiii són documentats que tancà a Santpedor dins un clos i donà a la vila la seva estructura urbana totalment irregular i a l'entorn (dins o fora) de la muralla.